# Petprod
Petprod este o companie din România care se ocupă cu tradingul de energie electrică. Compania a fost înființată în anul 1996, desfășurându-și activitatea în domeniul trading-ului intern și internațional. Din anul 2003 compania este licențiată de ANRE ca furnizor de energie electrică.
Număr de angajați în 2008: 5
Cifra de afaceri în 2008: 87 milioane Euro
Venit net în 2008: 1,2 milioane euro